# Wikstroemia kudoi
Wikstroemia kudoi är en tibastväxtart som beskrevs av Tomitaro Makino. Wikstroemia kudoi ingår i släktet Wikstroemia och familjen tibastväxter. Inga underarter finns listade i Catalogue of Life.